# Macrobrochis atrata
Macrobrochis atrata är en fjärilsart som beskrevs av Butler 1881. Macrobrochis atrata ingår i släktet Macrobrochis och familjen björnspinnare. Inga underarter finns listade i Catalogue of Life.